# Daucus involucratus
Daucus involucratus är en flockblommig växtart som beskrevs av James Edward Smith. Daucus involucratus ingår i släktet morötter, och familjen flockblommiga växter. Inga underarter finns listade i Catalogue of Life.